# دوستی: دوستان همیشگی
دوستی: دوستان همیشگی (به هندی: Dosti: Friends Forever) فیلمی محصول سال ۲۰۰۵ و به کارگردانی سونیل دارشان است. در این فیلم بازیگرانی همچون آکشی کومار، کارینا کاپور، بابی دیول، لارا دوتا، جوهی چاولا، کیران کومار، لیلیت دوبی، شرلین چوپرا، شاکتی کاپور، کاریشما تانا، ماهش تاکور ایفای نقش کرده‌اند.